# Valdemar Krontoft
Valdemar Krontoft (1912 – 1986) var en dansk bokser i bantamvægt. 
Som amatør boksede Valdemar Krontoft for Valby IK, for hvem han vandt det danske mesterskab i fluevægt i 1931. I 1932 nåede Krontoft atter finalen i fluevægt, men han tabte til klubkammeraten Hirsch Demsitz.
Han debuterede som professionel den 7. september 1934 i København i en kamp mod franskmanden Louis Legras, hvor Krontoft opnåede uafgjort efter 4 omgange. Han tabte den næste kamp mod franskmanden Bernard Leroux og tabte også den tredje kamp mod landsmanden Henning Jensen. Krontoft fik herefter i fjerde kamp sin første sejr, da han i København den 11. august 1935 stoppede den danske veteran Kaj Olsen i anden omgang. Kampen blev et vendepunkt i Krontofts karriere, og han fik herefter revanche for nederlaget til Henning Jensen ved at besejre ham to gange, ligesom han den 20. marts 1936 i en kamp i Göteborg stoppede svenskeren Per Björk, der i sin debutkamp et halvt år tidligere havde slået ”Vidunderbarnet” Anders Petersen ud. Kronftoft vandt over Björk på knockout i 4. omgang. 
Krontoft vandt 8 kampe i træk inden han i København den 9. april 1937 blev slået ud i anden omgang af den tyske fjervægter Kurt Bernhardt. Krontoft vandt herefter et par kampe, inden han den 10. marts 1940 blev matchet mod tyskere Willy Seisler ved et stævne i Aarhus Stadionhal. Seisler var sat på programmet i to kampe samme aften, hvor han skulle møde både Krontoft og den lokale Sigurd Myken. Seisler vandt begge kampe. 
Herefter blev Krontoft den 31. marts 1940 i Odense matchet mod sin overmand fra DM-finalen i 1932, Hirsch Demsitz. Demsitz havde siden haft en fornem professionel karriere, og var på daværende et stort navn i dansk professionel boksning. Demsitz var stadig for stærk for Krontoft, der tabte på point efter 6 omgange. 
Under Danmarks besættelse henlagde Krontoft karrieren til Tyskland, hvor han mødte en række stærke tyske boksere, herunder den tyske mester Ernst Weiss, der imidlertid stoppede Krontoft i 5. omgang. Efter kampen mod Krontoft genvandt Ernst Weiss europamesterskabet i fjervægt. Af de 6 kampe i Tyskland tabte Krontoft 4 og fik uafgjort i 2. Den sidste kamp i Tyskland – og den sidste kamp i karrieren – blev bokset i Leipzig den 26. december 1941 mod den tyske veteran Kurt Bernhardt, der var tidligere tysk mester i fjervægt med 9 titelkampe om det tyske mesterskab bag sig. Krontoft havde tidligere opnået uafgjort mod Bernhardt i Tyskland, men blev i den sidste kamp stoppet i 2. omgang.
Valdemar Krontoft opnåede 23 kampe i karrieren, vandt de 11 (fem før tid), tabte 9 (tre før tid) og fik uafgjort tre gange. 